# Санфорд (Мејн)
Санфорд (енгл. Sanford) насељено је место без административног статуса у америчкој савезној држави Мејн.

## Демографија
По попису из 2010. године број становника је 9.761, што је 372 (-3,7%) становника мање него 2000. године.
| Група             | 2000.         | 2010.         |
| Белци             | 9.619 (94,9%) | 9.071 (92,9%) |
| Афроамериканци    | 60 (0,6%)     | 81 (0,8%)     |
| Азијати           | 195 (1,9%)    | 203 (2,1%)    |
| Хиспаноамериканци | 130 (1,3%)    | 167 (1,7%)    |
| Укупно            | 10.133        | 9.761         |